# Domenico Costanzo
Domenico Costanzo (Firenze, 20 ottobre 1962) è un regista, sceneggiatore e attore italiano.

## Biografia
Dopo studi umanistici intraprende la sua attività nel cinema prediligendo nella sua produzione film a sfondo sociale in chiave di commedia.
Oltre a film per il cinema e serie televisive, realizza anche videoclip musicali.

## Filmografia

### Regista
- Livingstone Bramble - cortometraggio (1989)
- La famiglia Adamo - cortometraggio (1992)
- I volontari (1998)
- La mia squadra del cuore, co-regia con Giuseppe Ferlito (2003)
- Una vita da sogno (2013)
- Benvenuti al centro - serie TV (2013)
- Happy - We Are from Campi Bisenzio U.E. - cortometraggio (2014)
- Nicco forever - documentario (2014)
- Ricominciare - cortometraggio (2015)
- Il sogno del principe - documentario (2015)
- Caro amore - documentario (2015)
- Art Bonus - documentario (2016)
- Social Killer - cortometraggio (2016)
- Il coraggio di vivere - documentario (2017)
- I Like You - cortometraggio (2017)
- The Dragon of the Angels, co-regia con Alessandro Baccini (2018)
- Ho sposato mia madre (2019)
- Play Boy (2021)

### Sceneggiatore
- I volontari, regia di Domenico Costanzo (1998)
- La mia squadra del cuore, regia di Domenico Costanzo (2003)
- Io & Marilyn, regia di Leonardo Pieraccioni (2009)
- Una vita da sogno, regia di Domenico Costanzo (2013)
- Finalmente la felicità, regia di Leonardo Pieraccioni (2011)
- Benvenuti al centro, regia di Domenico Costanzo - serie TV (2013)
- Una ragione per combattere, regia di Alessandro Baccini (2014)
- Il professor Cenerentolo, regia di Leonardo Pieraccioni (2015)
- Ho sposato mia madre, regia di Domenico Costanzo (2018)
- The Last Fighter, regia di Alessandro Baccini (2023)

### Attore
- I volontari, regia di Domenico Costanzo (1998)
- Ti amo in tutte le lingue del mondo, regia di Leonardo Pieraccioni (2005)
- Una moglie bellissima, regia di Leonardo Pieraccioni (2007)
- Io & Marilyn, regia di Leonardo Pieraccioni (2009)
- Finalmente la felicità, regia di Leonardo Pieraccioni (2011)
- Benvenuti al centro, regia di Domenico Costanzo - serie TV (2013)

### Produttore
- Ho sposato mia madre, regia di Domenico Costanzo (2018)
- The Last Fighter, regia di Alessandro Baccini (2023)

## Videografia
- Luna, di Stefano Mordenti (2014)
- Sara e Francesca, di Silvia Vavolo (2014)
- La cravatta del venerdì, di Leonardo Pieraccioni (2014)
- A piedi nudi corri, di Stefano Mordenti (2019)
- Strano però, di Stefano Mordenti (2022)